# Dinastía Jimena
Se conoce como dinastía Jimena, también como dinastía Abarca o dinastía Sancha «por el nombre de su fundador» el primer monarca pamplonés Sancho Garcés I, al conjunto de gobernantes de regentes del Reino de Pamplona, en la primitiva Navarra primordial, cuyo dominio familiar, tras la pérdida de Pamplona en 732, abarcó desde el Puerto de Loiti en Navarra hasta el Río Gállego en Huesca. 

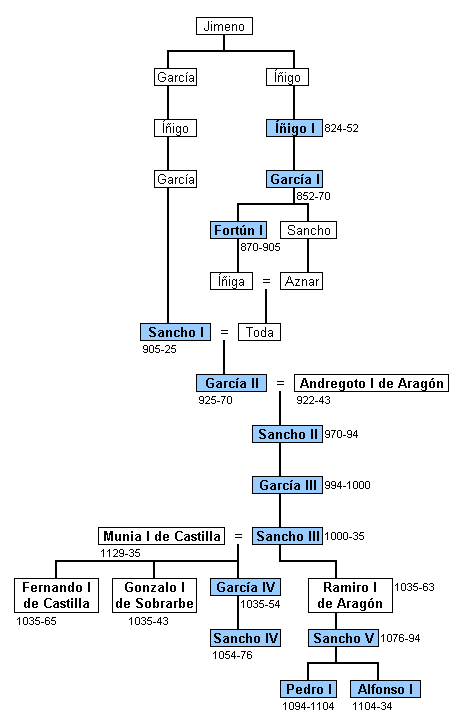
Reyes de Pamplona de las dinastías íñiga y jimena. Sancho V (como Sancho I), Pedro I y Alfonso I fueron además reyes de Aragón.

Sobre este territorio no existen evidencias de control por parte de los musulmanes, encontrando en la Crónica de Ibn Hayyan cómo Abderramán III en la razia de 924 penetró por primera vez en sus tierras. 
Según la tradición, el linaje comienza con el noble hispanorromano conocido como Jimeno el Fuerte como gobernador de sus tierras a la llegada de los musulmanes en 711, la dinastía Jimena vio su final en el año de 1234 a la muerte de su último monarca Sancho VII de Navarra, conocido como Sancho el Fuerte.

## Origen de la Dinastía Jimena
- Jimeno el Fuerte (m.c. 717)

Jimeno o Ximeno «el Fuerte», fue un noble hispanorromano cuya residencia en la documentación medieval es ubicada entre Lumbier, Leyre, Aibar y Sangüesa. El texto más antiguo que se refiere a este monarca es del año 781.
Fue padre de Garcí Ximénez, (no confundir con García Jiménez de Pamplona, su nieto o bisnieto, por una diferencia de casi 100 años). Fue caudillo de la Navarra nuclear.
- Rey Garcí Ximénez (717-732)

Hijo del anterior, fue el primer rey dentro de la dinastía Jimena. Ungido en 717 con la conformidad del papa Gregorio II, fue el primer monarca peninsular ungido como tal tras la muerte de Roderico. A este monarca se le debe la primera reconquista de tierras ocupadas, reconquistando en el 724 la villa de Ainsa (Huesca) y su comarca. Tras esta acción se le reconoció como primer rey de Sobrarbe siendo el título únicamente nominal sin interacción del papado. La reconquista de Ainsa por parte de este monarca dio al actual Escudo de Aragón dos de sus cuatro cuarteles: la encina con la cruz flamígera y la cruz mal llamada "de Arista".
- Jimeno Garcés

Hijo de Garcí Ximénez, tras la pérdida de Pamplona en 732 se refugia en su feudo natal tras la frontera del Puerto Loiti. Encontrado en la documentación medieval como señor de Ull y La Valdonsella, no existe documento que lo mencione como rey.
- Rey Íñigo Jiménez (m.c. 835)

Hijo de Jimeno Garcés, y probablemente padre o abuelo de García Jiménez, contemporáneo de Íñigo Arista, firma en la documentación medieval como rey, e hijo de Jimeno.
- Fortuño Jiménez (n/c)

Hijo de Jimeno Garcés es nombrado en las crónicas como conde del primitivo Condado de Aragón.
- Galindo Íñiguez (m.p. 851).

Hijo de Íñigo Jiménez fue capturado por los musulmanes y retenido en Córdoba como rehén, siendo liberado tras la muerte de Íñigo Arista. Fue el encargado de traer a Navarra las reliquias de San Zoilo en torno a las cuales se erigió el templo de San Zoilo de Cáseda.
- García Jiménez (835-886)

Nieto (probablemente bisnieto, por una diferencia en casi 100 años) del rey Jimeno, es confundido con su hijo del mismo nombre. Se casó con Onneca Rebelle de Sangüesa, de la que nacieron Sancho Garcés I, Íñigo Garcés y Sancha Garcés. Fue corregente de Pamplona por ausencia del heredero entre 870 y 880. De un segundo matrimonio con Dadildis de Pallars (hermana del conde Ramón I de Ribagorza y Pallars) nació Jimeno Garcés de Pamplona y Jimena Garcés de Asturias.
- García Íñiguez (839-861)

No hay que confundirlo con García Íñiguez, rey de Pamplona entre los años 851 y 880.
Hijo de Íñigo Jiménez y de Jimena. Fue probablemente hermano de Jimeno Íñiguez, Fortún Íñiguez y de Sancho Íñiguez, que huyeron a Córdoba.
Es gobernante de la Valdonsella y muere en la batalla de Liédena en el año 861.
- Sancho Garcés I de Pamplona (865-925)

Nacido probablemente en Rocaforte (actualmente Sangüesa) fue el primer rey de Pamplona en sentido estricto, entre los años 905 y 925.   
Hijo de García Jiménez en la documentación clásica tradicionalmente se tiene por hijo de Onneca de Sangüesa (Onneca Rebelle),[cita requerida] existiendo un único documento que lo presenta como hijo de Dadildis de Pallars, siendo esta adjudicación desestimada actualmente por tener ambos una diferencia de edad de 10 años.[cita requerida]
A la muerte de García Íñiguez de Pamplona en el año 882, es gobernante de la Valdonsella y pronto retoma una política militar de liderazgo en todos los territorios circundantes, siendo el primero en intentar conquistar la Ribera del Ebro.   
Con el apoyo del rey asturiano Alfonso III de Asturias (casado con su hermana Jimena de Asturias), el conde Aznar I Galíndez  de Jaca (su suegro), y el conde de Pallars (tío de su hermano Jimeno Garcés de Pamplona), conquistaría Pamplona en 905 forzando a Fortún Garcés a abdicar del trono recluyéndolo en el Monasterio de Leyre hasta su muerte. Tras la conquista de Pamplona unificó los territorios del Condado de Pamplona a los de la Navarra nuclear, siendo el primero en reunir bajo su corona las tierras perdidas tras la muerte de Garcí Ximénez.   
- Íñigo Garcés

Hijo del corregente García Jiménez y de Onneca de Sangüesa.
Se casó con Jimena y engendraron a García Íñiguez, Jimeno Íñiguez, Fortún Íñiguez, Sancho Íñiguez y Toda, que se casó con García Íñiguez de Olza.
- Jimeno Garcés de Pamplona (m. 29 de mayo de 931)[8]

Hijo de García Jiménez y Dadildis de Pallars a la muerte de Sancho Garcés I de Pamplona gobernó como tutor hasta la mayoría de edad de su sobrino García Sánchez I de Pamplona